# Theodore H. Barrett
Theodore Harvey Barret (27 augustus 1834 – 20 juli 1900) was een generaal tijdens de Amerikaanse Burgeroorlog. Hij was bevelhebber van de 1st Missouri Colored Infantry Regiment in de laatste jaren van het conflict. Hij was de aanvoerder van de Noordelijken in de laatste slag van de oorlog.

## Biografie
Barret werd geboren op 27 augustus 1834. Er is weinig bekend over zijn eerste levensjaren. Hij nam dienst op 15 september 1862 en werd ingedeeld bij de 9th Minnesota Infantry Regiment als 2de luitenant. Zijn regiment werd naar de grens gestuurd om die te bewaken tegen aanvallen van de inheemse bevolking. Op 29 december 1863 werd hij benoemd tot kolonel in de 1st Missouri Colored Infantry. Deze eenheid werd naar de Department of the Gulf gestuurd in Louisiana tot in juni 1864. Daarna werd het regiment naar Texas overgeplaatst. Op 15 maart 1865 werd Barret bevorderd tot gebreveteerd Brigadier General.
Er was een onofficiële wapenstilstand met de Zuidelijke eenheden tot Theodore echter met  het 1st Missouri, de 34th Indiana Infantry Regiment en de 2nd Texas Cavalry Regiment een raid uitvoerde op een Zuidelijk kamp bij Fort Brown. De raid mislukte echter omdat Mexicaanse inwoners de Zuidelijken op voorhand gewaarschuwd hadden. De volgende dag ging de Zuidelijke bevelhebber John “Rip” Ford over tot een aanval wat leidde tot de Slag bij Palmito Ranch. Hoewel het een Zuidelijke overwinning was, gaven ze zich twee weken later over. Palmito Ranch was de laatste slag van de Amerikaanse Burgeroorlog. Barret werd eervol ontslagen uit het leger op 19 januari  1866. Hij stierf op 20 juli 1900 in Herman Minnesota. Zijn stoffelijke overschot werd bijgezet in de Riverside  Cemetery , Sterling Illinois.